# San Sebastián Xolalpa
San Sebastián Xolalpa es un pueblo perteneciente al municipio de Teotihuacán (Estado de México).

## Puntos de interés
La Estación de Ferrocarril de San Sebastián Xolalpan constituyó un punto muy importante para la vida política, económica y social de la región, actualmente se conserva esta estación que se encuentra aproximadamente a 2 km de la cabecera municipal.
Tal estación ostenta el nombre Teotihuacán, y está administrada por Ferrovalle, según consta por el cartelillo de tal empresa fijado en el edificio.

## Hidrografía
El río Barranquilla del Águila cruza esta localidad, circunscrita a la Región Hidrológica del Pánuco, dentro de la cuenca del río Moctezuma.

## Fiesta patronal
Cada 20 de enero se conmemora el martirio de San Sebastián, con procesiones, juegos pirotécnicos, bailes y feria popular.

## Teopancaxco
También conocido como Tlepanacazco o Teopancazco.
San Sebastián Xolalpa aloja en su territorio la zona arqueológica de Teopancazco. Existen evidencias arqueológicas que sugieren que la zona fue habitada entre el 150 y el 600 d. C. por migrantes de la costa del Golfo de México.
Estas personas pueden haber colaborado con Teotihuacán como centro independiente y artesanal dedicado a la producción de atavíos de las élites.